# Eudicella preissi
Eudicella preissi är en skalbaggsart som beskrevs av Moser 1912. Eudicella preissi ingår i släktet Eudicella och familjen Cetoniidae. Inga underarter finns listade i Catalogue of Life.